# Вокзал Бенрат

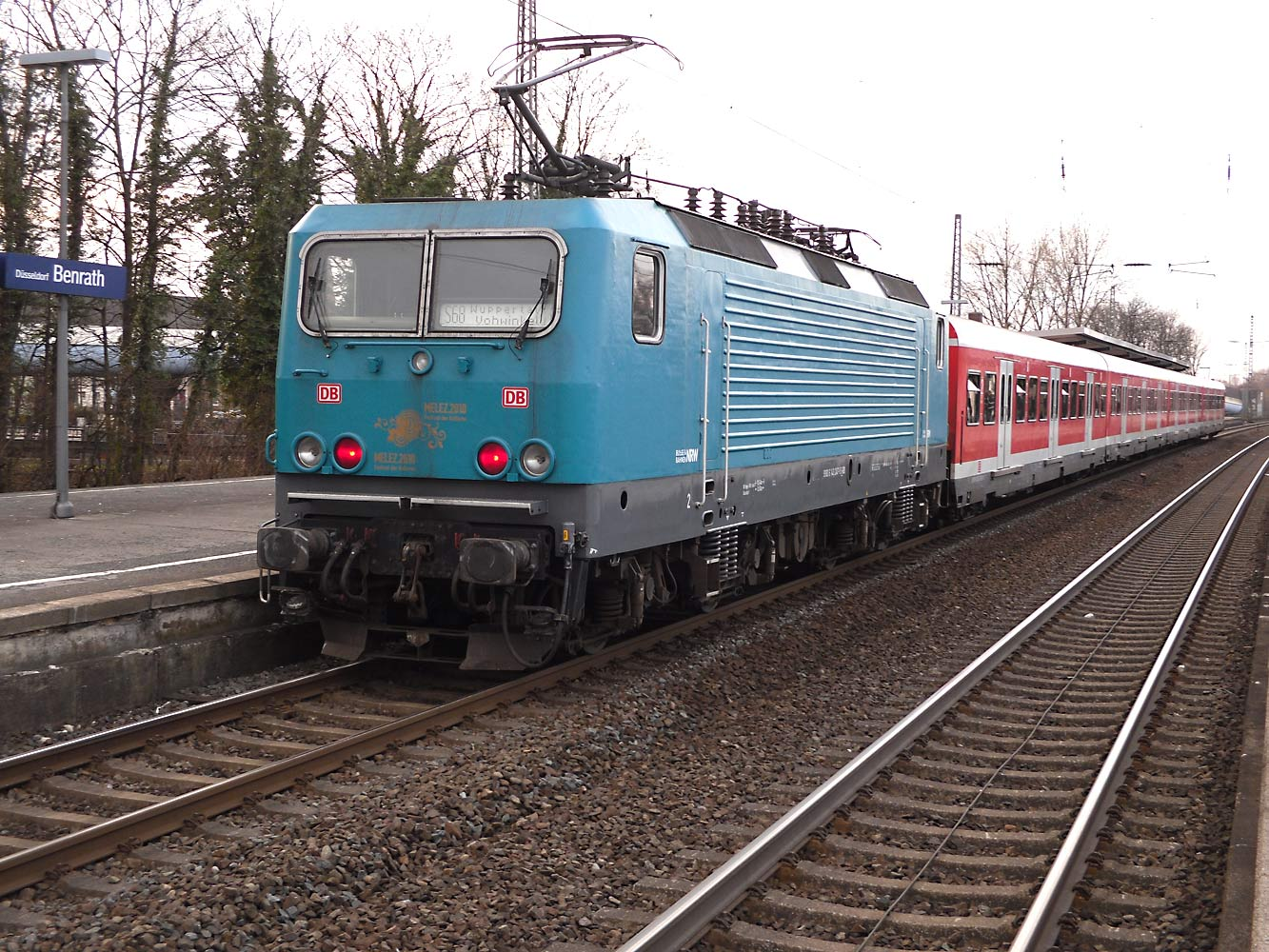
S 68 на платформе № 3, Бенрат

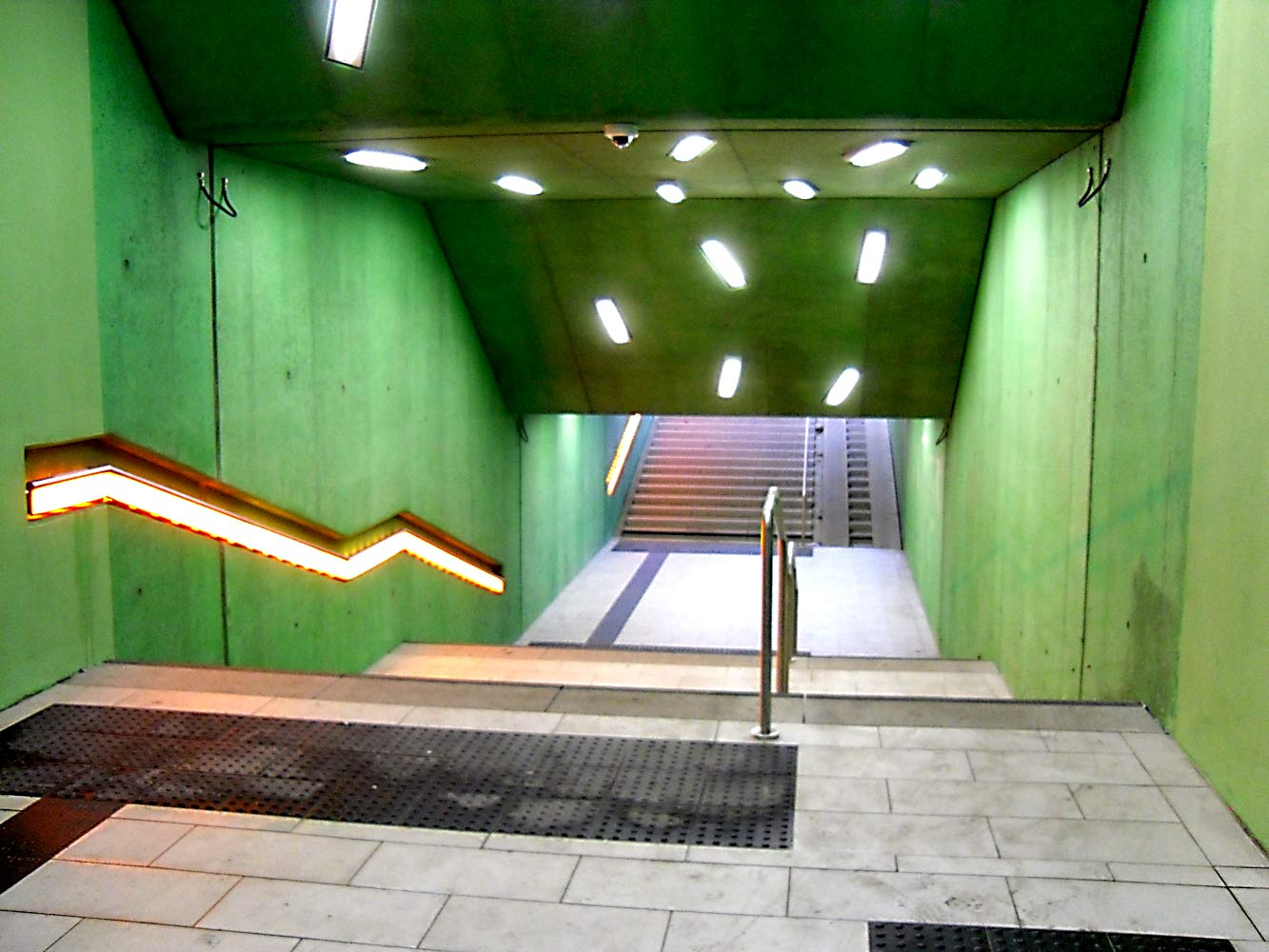
Переходной туннель, вокзал Бенрат

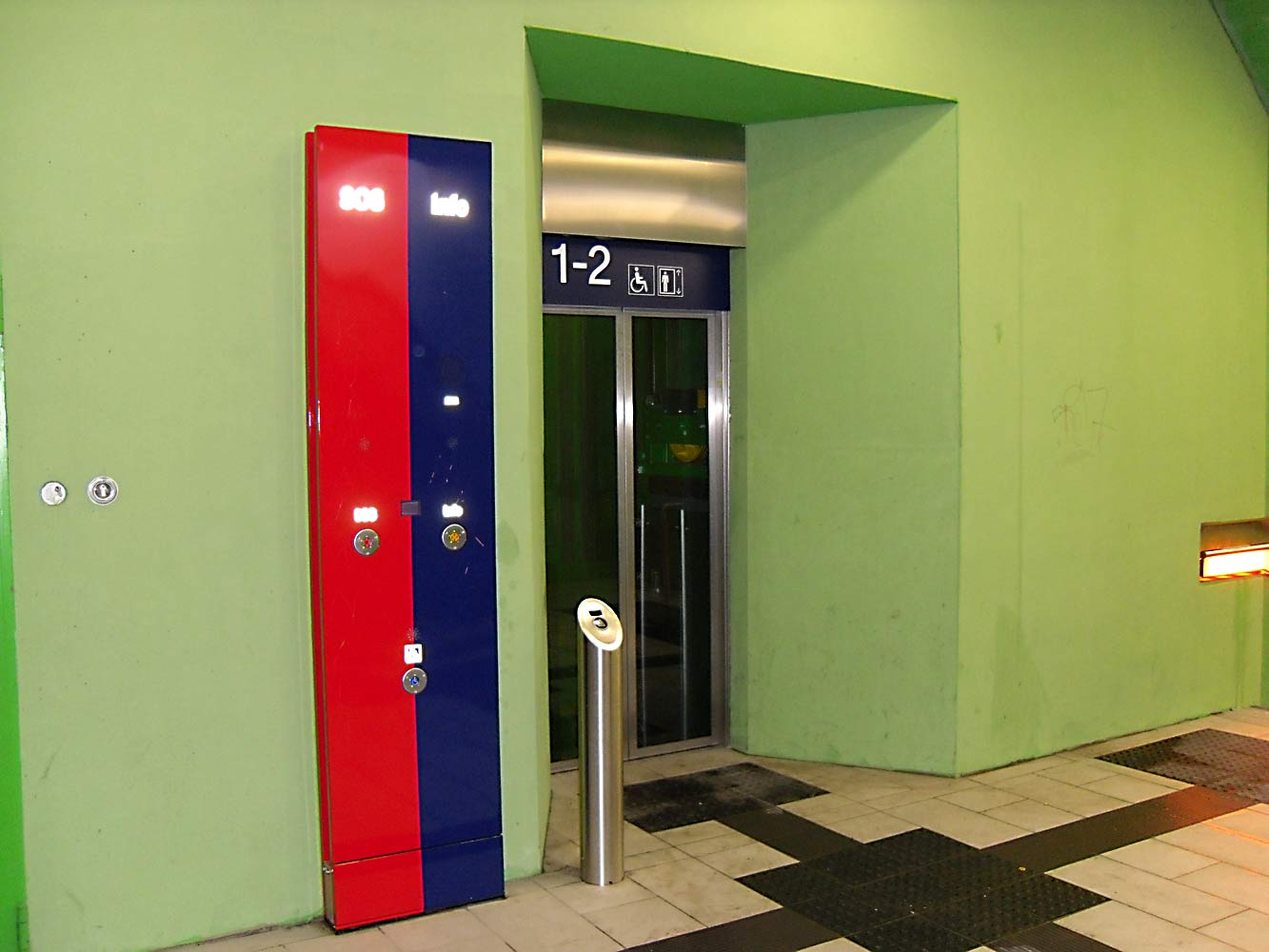
Лифт платформы 1-2, вокзал Бенрат

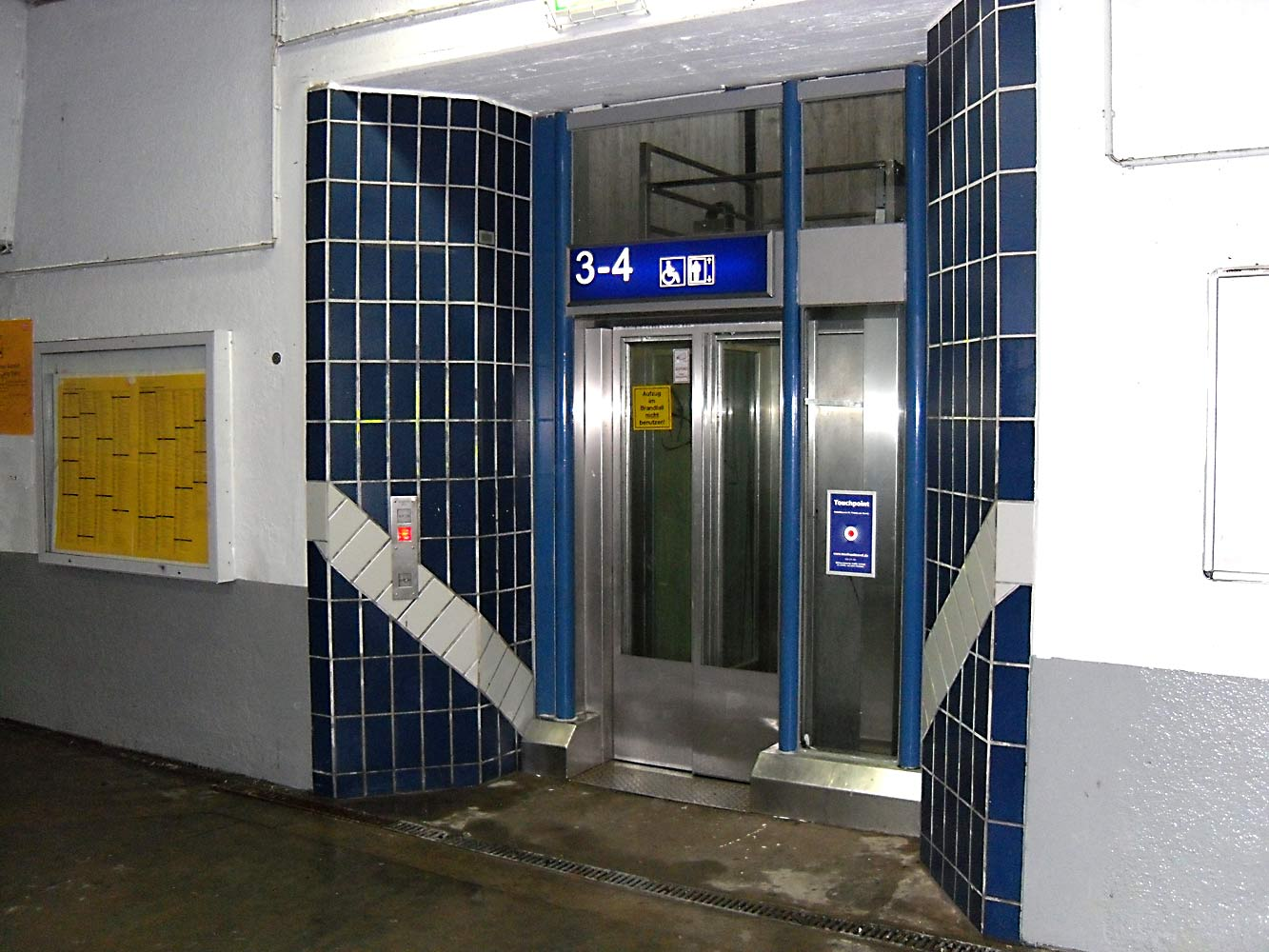
Лифт платформы 3-4, вокзал Бенрат

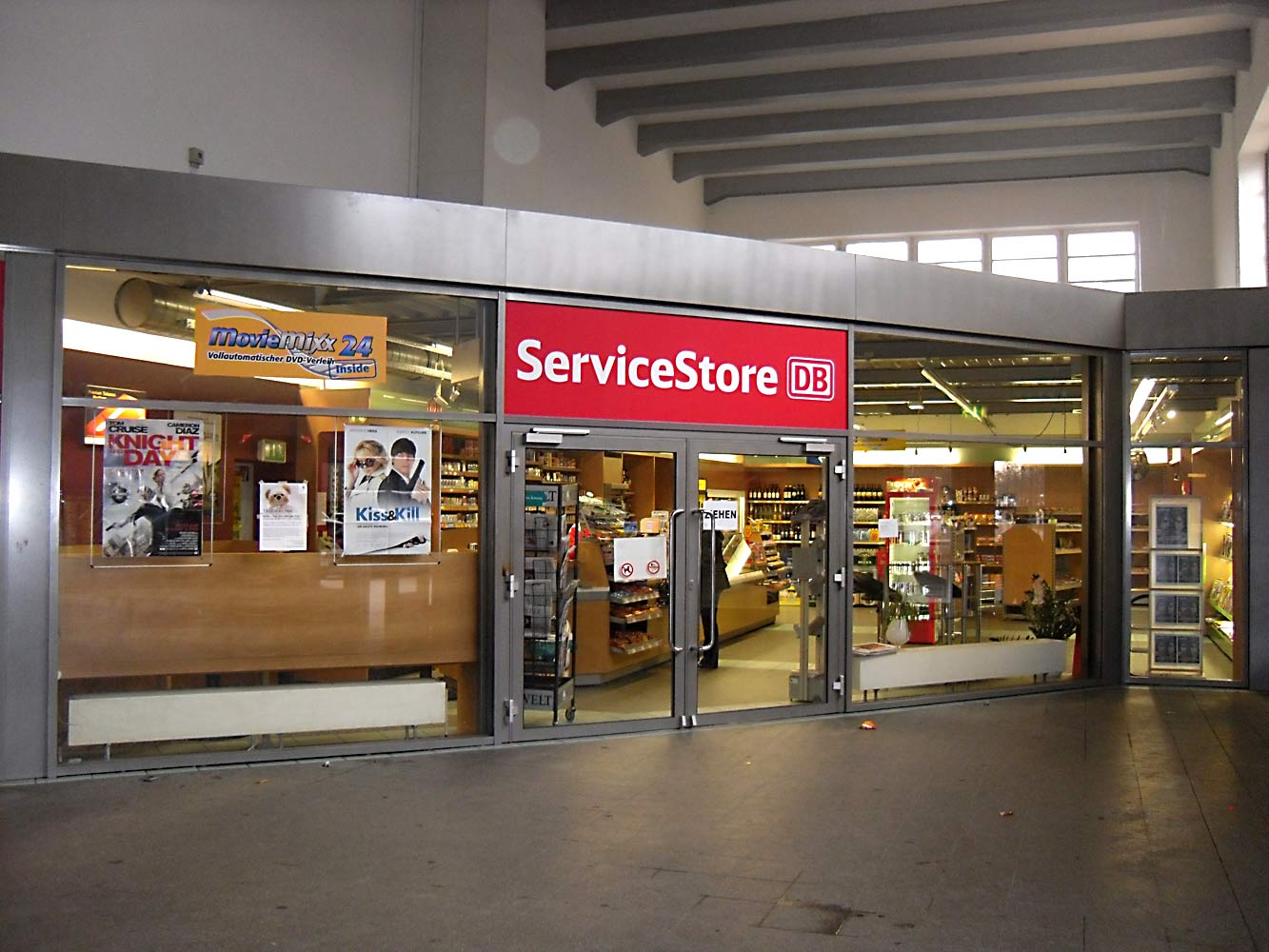
Кафе-магазин, вокзал Бенрат

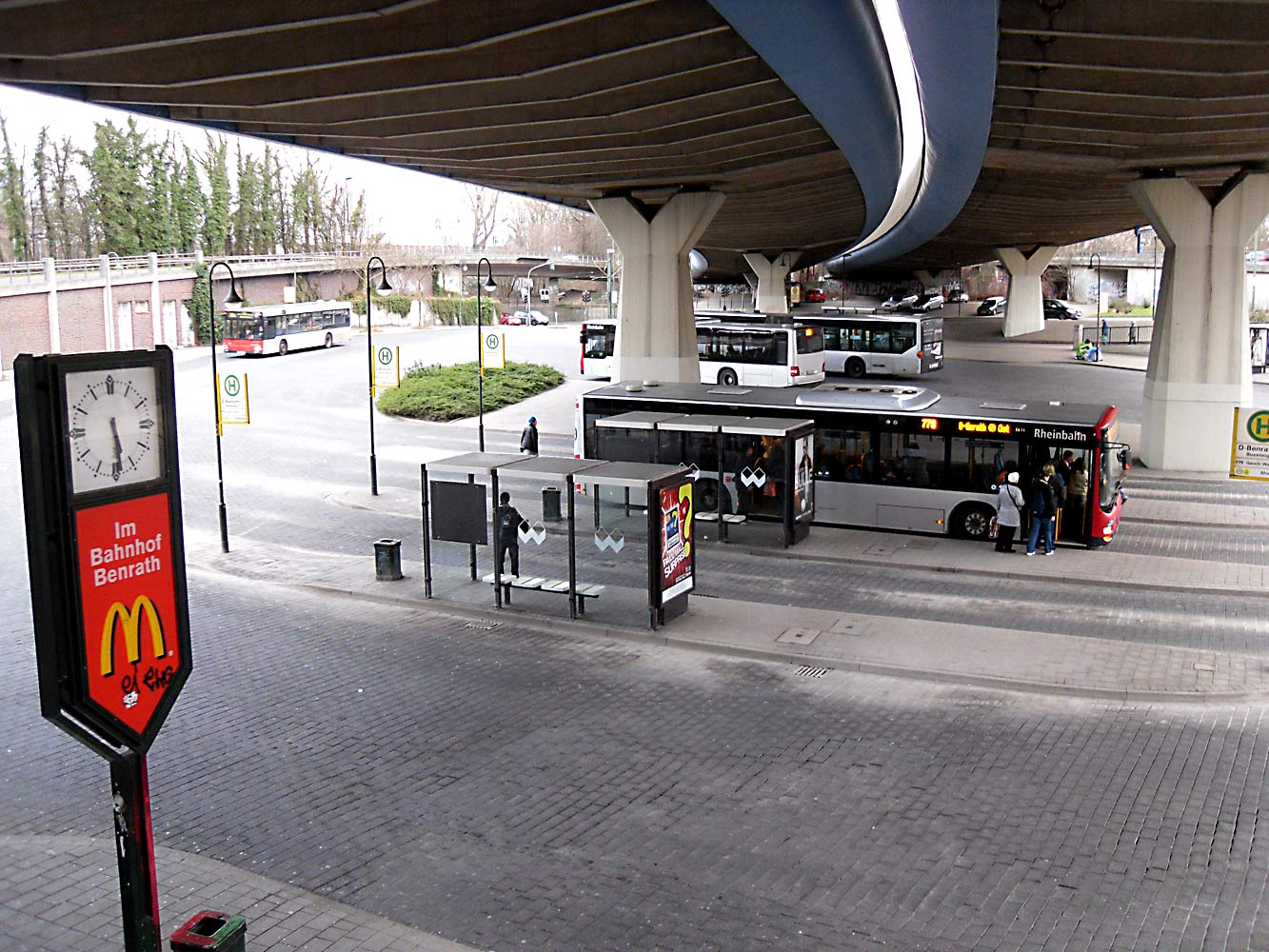
Автовокзал у вокзала Бенрат

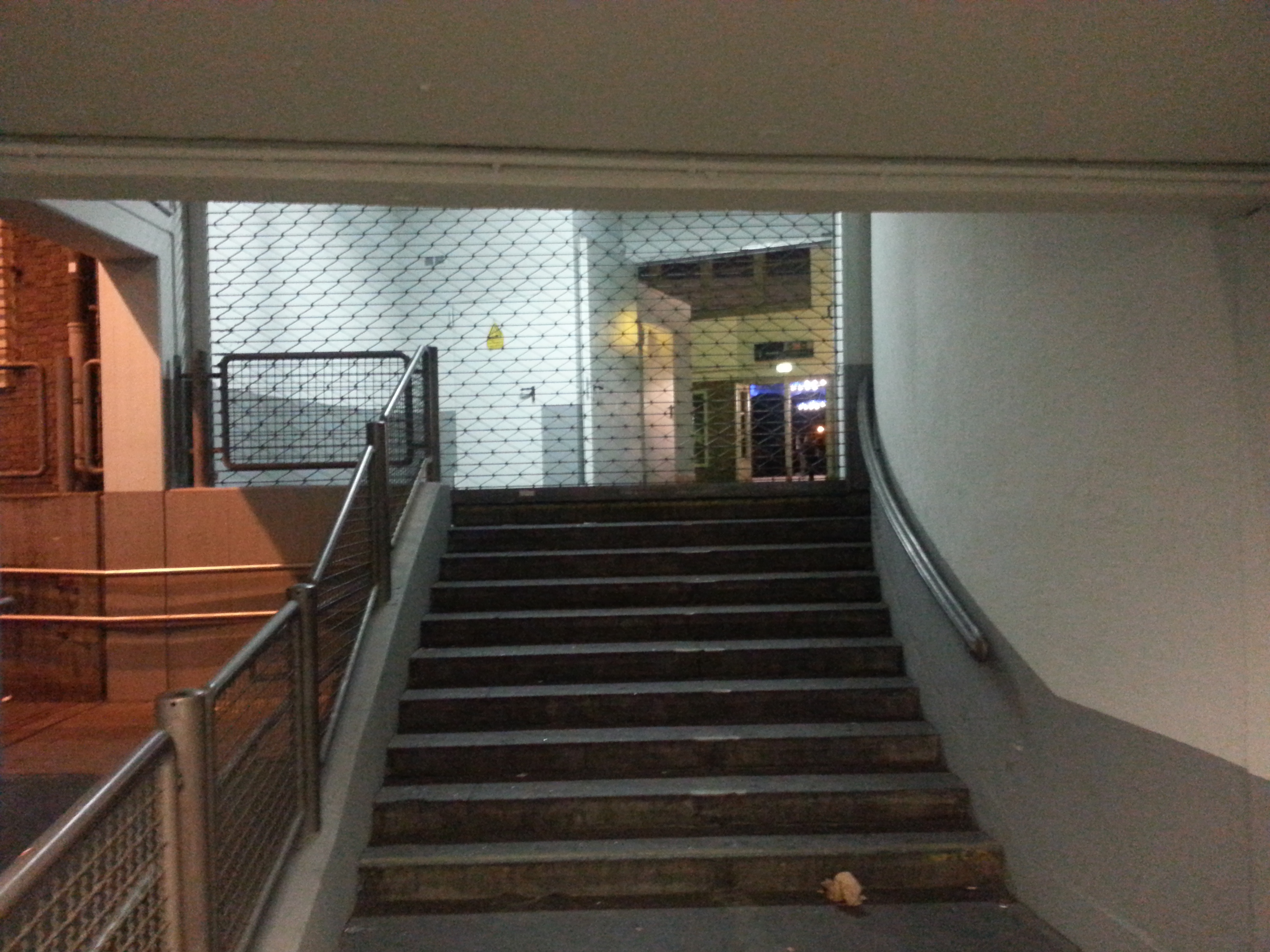
главный вход, ночью, вокзала Бенрат

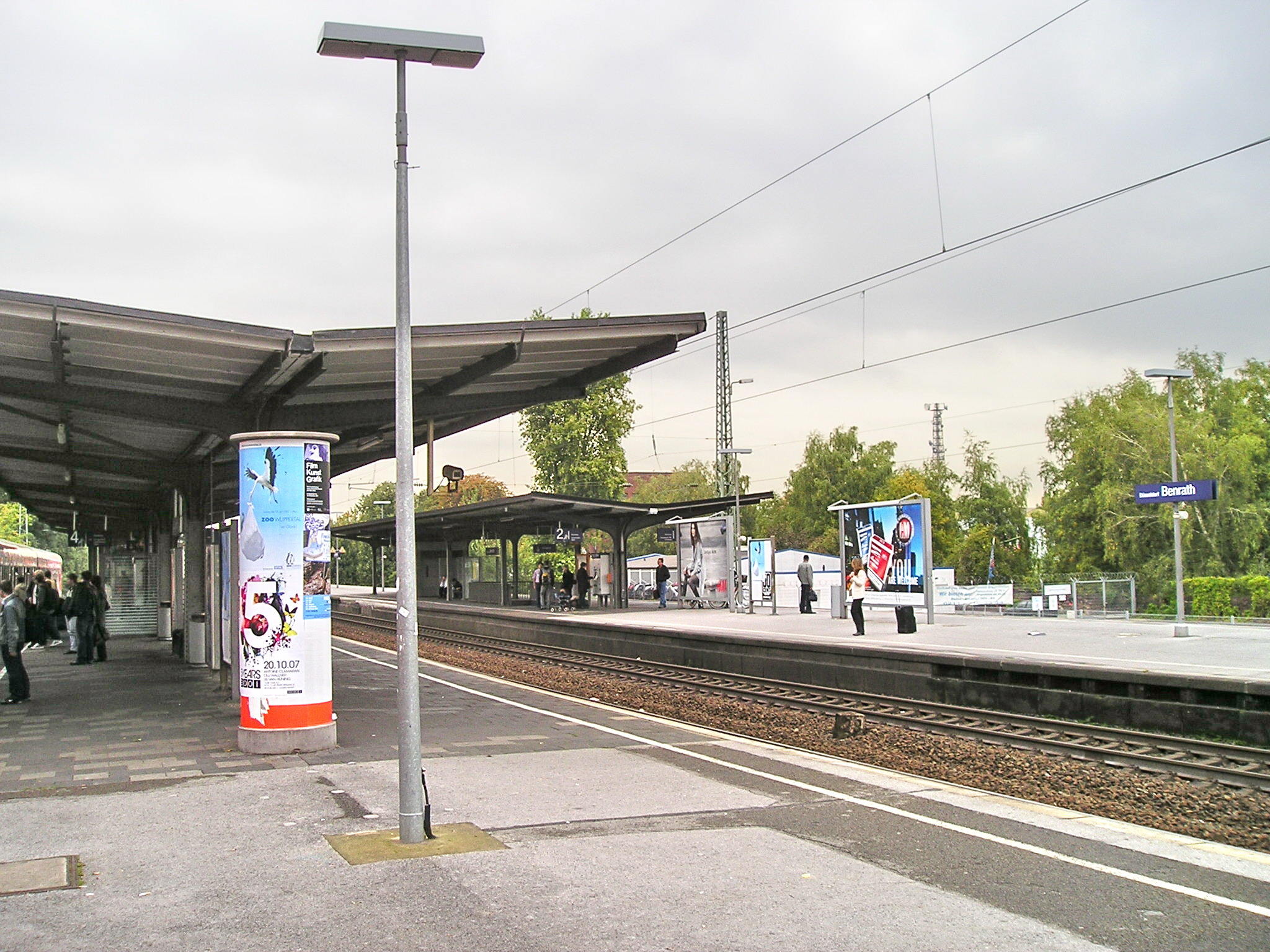
Общий вид платформ, вокзал Бенрат

Вокзал Бенрат (нем. Bahnhof Benrath) расположен в административном районе Дюссельдорф-Бенрат, в 10-ти км. от центрального вокзала Дюссельдорф (Германия). Вокзал находится на участке железной дороги Кёльн-Дуйсбург и является региональным, поскольку здесь сходятся транспортные пассажиропотоки, использующие как пригородное ж.д. сообщение (для пересадки на региональные экспрессы), так и линию метротрама. У вокзала Бенрат расположены автобусная станция, 2 сборных пункта стоянок легковых автомобилей и велосипедная стоянка. Вокзал Бенрат является после наиболее посещаемым вокзалом Дюссельдорфа (после центрального вокзала). Ежедневно через него проходит 25-30 тысяч пассажиров.

## История
В 1843 году Министерство финансов Пруссии разрешило Кёльн-Минденской железнодорожной компании строительство участка Кёльн-Дюссельдорф-Минден. Для облегчения финансирования дорогостоящего объекта было решено выпустить в продажу акции. Многие жители Бенрата приобрели акции при условии, что Бенрат станет остановочным пунктом этой линии. 20 декабря 1845 года был открыт первый участок между Дойцем и Дуйсбургом. В этот же день был торжественно открыт бенратский вокзал.
Уже в 1907 году вокзал обслужил 250 тысяч пассажиров. в 1932 году здание вокзала было перестроено и сохранилось до наших дней. Капитальная перестройка была задумана по двум причинам. Во-первых, помещение и платформы оказались недостаточно вместительными. Во-вторых, в 1930-1932 годах происходила реконструкция путей, которые были приподняты на 2,5 метра для ликвидации железнодорожного переезда (бенратский трамвай был направлен по путепроводу под новой железной дорогой) и которая, к тому же, была расширена с двух путей до четырёх. Для украшения вокзала перед ним была разбита клумба с розами.
25 мая 1965 года на вокзале была сделана остановка специального поезда с королевой Англии Елизаветой II. Она посетила бенратский дворец.
В 1979 году вся окружающая вокзал с лицевой стороны территория Бенрата была полностью реконструирована в связи со строительством скоростной автодороги. Она была поднята на бетонные пролёты и, одновременно был выкопан большой котлован, в котором разместилась автобусная станция. Клумбу с розами срыли, а вместо неё перед входом в вокзал установили скульптуру «Икар» работы урденбахского скульптора Юлиуса Виммера. 23 января 1998 года вокзал Бенрат отнесён к памятникам технической культуры.

## Современная ситуация
Вокзал Бенрат занимает выгодное положение на юге Дюссельдорфа, обслуживая пассажиров не только Бенрата, но также соседних административных районов Гарат и Урденбах и частично близлежащих населённых пунктов, в частности, Монхайма-на-Рейне. В 2010 году на вокзале проведена частичная реконструкция, в результате платформа 1-2 получила лифт, а собственно Бенрат был соединён с Восточным Бенратом туннелем. Одновременно для легковых автомобилей была построена вторая парковка.
Платформа 1-2 ежечасно принимает региональные экспрессы RE 1 и RE 5, а платформа 3-4 — пригородные электропоезда S 1 и S 68 с 20-минутным тактом. Скорые поезда проходят у платформы 1-2 со скоростью до 200 км/час. Обе платформы частично покрыты навесами.

## Остановка «Вокзал Бенрат»
| Линия / Название   | Маршрут | KBS           | Перевозчик   |
| ------------------ | --- | ------------- | ------------ |
| RE 1 NRW-экспресс  | Падерборн — Хамм — Дортмунд — Эссен — Мюльхайм-на-Руре — Дуйсбург — Дюссельдорф (аэропорт) — Дюссельдорф — Дюссельдорф-Бенрат — Кёльн — Ахен | 415, 480      | DB Regio NRW |
| RE 5 Рейн-Экспресс | Везель — Динслакен — Оберхаузен — Дуйсбург — Дюссельдорф (аэропорт) — Дюссельдорф — Дюссельдорф-Бенрат — Кёльн — Бонн — Кобленц              | 415, 420, 470 | DB Regio NRW |
| Электропоезд S6    | Эссен — Ратинген — Дюссельдорф — Дюссельдорф-Бенрат — Лангенфельд (Рейнланд) — Кёльн — Кёльн-Ниппес                                          | 450.6         | DB Regio NRW |
| Электропоезд S68   | Вупперталь — Эркрат — Дюссельдорф — Дюссельдорф-Бенрат- Лангенфельд (Рейнланд) (в ходу в утренние и вечерние часы рабочих дней)              | 450.6         | DB Regio NRW |

Автобусная станция «Вокзал Бенрат»
| Линия                                       | Маршрут |  |
| ------------------------------------------- | --- |  |
| Метротрам U74                               | Meerbusch-Görgesheidе — Lörick — Belsenplatz — Heinrich-Heine-Allee- Düsseldorf Hbf — Holthausen — Düsseldorf-Benrath — Benrath Betriebshof |  |
| Трамвай 701                                 | Bahnhof Düsseldorf-Rath — Jan-Wellem-Platz — Uni-Kliniken — Düsseldorf-Holthausen — 'Düsseldorf-Benrath — Benrath Betriebshof |  |
| Скоростной метро-автобус M1                 | Düsseldorf-Benrath — Urdenbacher Allee — Hassels — Reisholz (S) — Vennhauser Allee — Gerresheim (S) — Grafenberg — Unterrath — Freiligrathplatz |  |
| Автобус 730                                 | Urdenbach — Orangerie — Düsseldorf-Benrath — Urdenbacher Allee — Hassels — Reisholz (S) — Vennhauser Allee — Gerresheim (S) — Grafenberg — Unterrath — Freiligrathplatz |  |
| Автобус 778                                 | Düsseldorf-Benrath → Urdenbacher Allee → Düsseldorf-Garath → Rostocker Straße → Orangerie → Düsseldorf-Benrath |  |
| Автобус 779                                 | Düsseldorf-Benrath → Urdenbacher Allee → Orangerie → Rostocker Straße → Garath → Düsseldorf-Benrath |  |
| Автобус 784                                 | Urdenbach — Orangerie — Düsseldorf-Benrath — Хильден — Хан — Wuppertal-Vohwinkel Bf]] |  |
| Автобус 788                                 | Paulsmühlenstraße — Düsseldorf-Benrath — Corellistraße — Monheim am Rhein |  |
| Автобус 789                                 | Holthausen — Düsseldorf-Benrath — Garath — Hellerhof — Monheim am Rhein |  |
| Ночной автобус-экспресс NE 7                | Düsseldorf Hbf → Heinrich-Heine-Allee → Bilk (S) → Merowingerplatz → Uni-Kliniken → Universität → Himmelgeist → Holthausen → Reisholz (S) → Hassels → Urdenbacher Allee → Düsseldorf-Benrath → Benrath Betriebshof → Corellistraße → Urdenbach → Urdenbacher Allee → Am Trippelsberg → Holthausen → Universität → Uni-Kliniken → Merowingerplatz → Bilk (S) → Heinrich-Heine-Allee → Düsseldorf Hbf |  |
| Ночной служебный (пассажирский) автобус 815 | Düsseldorf-Lierenfeld — Vennhauser Allee — Reisholz (S) — Hassels — Düsseldorf-Benrath — Benrath Betriebshof |  |
| Ночной служебный (пассажирский) автобус 817 | Heinrich-Heine-Allee — Düsseldorf Hbf — Oberbilk — Wersten — Holthausen — Düsseldorf-Benrath — Benrath Betriebshof |  |